# Metal Shock
Metal Shock, anche conosciuta con il sottotitolo Metal Shock. Il metallo da leggere, è stata una delle riviste italiane più importanti nell'ambito dell'heavy metal. Edita dalla Bramori Music, una cooperativa di giornalisti, venne pubblicata per la prima volta nel 1986 dal biografo ufficiale di Frank Zappa, Massimo Bassoli.
Essa fu il frutto della collaborazione di Bassoli con Giancarlo Trombetti che la cura come caporedattore dal 1987 al 1990 e Beppe Riva, quest'ultimo noto soprattutto per essere stato il primo giornalista a parlare di hard rock ed heavy metal in Italia, entrambi ex-collaboratori storici delle pagine rock di Rockerilla.

## Storia di Metal Shock

### Antecedenti e progetto
Nell'estate del 1981, al Monsters of Rock di Donington, Giancarlo Trombetti e Luca Silvestri presero sottomano una copia di Kerrang!, allora supplemento della rivista inglese Sounds, generando nei due una prima idea di realizzare una rivista italiana tutta dedicata all'Hard rock ed all'Heavy metal. In quel periodo infatti, in Italia non esisteva ancora una rivista specializzata in questo ambito musicale, e Trombetti pubblicava più che altro le sue recensioni ed interviste, assieme alle foto di Silvestri, per settimanali e mensili come Popster (poi divenuto Rockstar), Doppiovù, Mucchio Selvaggio e Rolling Stone, che dedicavano al genere spazi marginali.
Dopo un incontro con Beppe Riva, allora collaboratore di Rockerilla, ed un periodo di collaborazione con la rivista, nacque da questa unione il supplemento Hard & Heavy, che ad oggi è considerato il primo esperimento italiano di magazine dedicato all'heavy metal. A questa esperienza, dopo numerosi tentativi di trovare un editore interessato ad una rivista specialistica, seguì la rubrica Hard & Heavy che nel 1985 Trombetti tenne su Tutti frutti di Massimo Bassoli (precedentemente direttore di Rockstar) e diretta da Michael Pergolani. Fu solo qualche mese dopo, che con un incontro tra Beppe Riva e Massimo Bassoli, si decise di fare la nuova rivista dal titolo Metal Shock, qualche mese dopo del suo più diretto concorrente italiano, HM

### 1986-1987: La nascita di Metal Shock
Nel periodo di elaborazione della rivista uscì nelle edicole HM, che pur trattando gli stessi temi usava un'impostazione più rivolta alle immagini che agli articoli. Il primo numero di Metal Shock uscì comunque nell'aprile del 1987 al prezzo di 3000 lire e vedeva in copertina stampato sulla foto di Ozzy Osbourne, il sottotitolo "Il metallo da leggere". La grafica era affidata a Kam-pah, che precedentemente aveva lavorato per lo Smash Hits. I collaboratori comprendevano Sandro Pallavicini, Heintz Zaccagnini, Klaus Byron, Tiziano Bergonzi, Paolo Cossali, Giancarlo De Chirico, Giulio Masetti, Massimo Giannini.
Comparve poi in questo primo numero, per un errore editoriale, il simbolo del pipistrello nero, che divenne poi uno dei simboli di Metal Shock. Al posto del pipistrello doveva infatti esserci l'articolo sugli IQ, che fu sostituito all'ultimo momento dalla prima intervista italiana agli allora neonati Guns N' Roses fatta da Sylvie Simmons. In seguito il pipistrello fu usato come segno per i voti delle band recensite.

### Gli anni 2000
Dopo una serie di cambi di staff e caporedattori, ovvero prima Francesco "Fuzz Fuzz" Pascoletti e in seguito Cristiano Borchi (cantante degli Stormlord), dal 2001 la rivista viene diretta da Aldo Luigi Mancusi.
Nei primi mesi del 2008 cessa la pubblicazione della rivista.